# Anaulacomera crassicerca
Anaulacomera crassicerca är en insektsart som beskrevs av Márquez Mayaudón 1965. Anaulacomera crassicerca ingår i släktet Anaulacomera och familjen vårtbitare. Inga underarter finns listade i Catalogue of Life.